# Ázsia országai
Ez a lista az ázsiai szuverén államokat és függő területeket sorolja fel. Ázsia és Európa néhány állama két kontinensen terül el, mivel a földrajzi határvonal nem a politikai határokat követi. Ázsia és Óceánia régiói között vitatott az elválasztás, mivel Jáva és Új-Guinea és Indonézia hol itt, hol ott szerepel.

## Független államok

### Elismert államok
A listában 49 állam szerepel, melyek egyúttal tagjai az ENSZ-nek is.
| Zászló                              | Térkép | Elnevezés (rövid és teljes)                                          | Helyi elnevezés | Főváros | Népesség      | Terület                          |
| ----------------------------------- | ------ | -------------------------------------------------------------------- | --- | --- | ------------- | -------------------------------- |
| Afganisztán zászlaja                |        | Afganisztán Afganisztáni Iszlám Emírség                              | perzsául: افغانستان (Afġānistān) perzsául: جمهوری اسلامی افغانستان (Emārat-e Islāmī-ye Afġānistān) | Kabul perzsául: کابل (Kābul) | 26 556 800    | 652 230 km2 (251 827 sq mi)      |
| Azerbajdzsán zászlaja               |        | Azerbajdzsán Azerbajdzsáni Köztársaság                               | azeriül: Azǝrbaycan azeriül: Azǝrbaycan Respublikası | Baku azeriül: Bakı | 9 593 000     | 86 600 km2 (33 436 sq mi)        |
| Bahrein zászlaja                    |        | Bahrein Bahreini Királyság                                           | arabul: البحرين (Al Baḩrayn arabul: مملكة البحرين (Mamlakat al Baḩrayn) | Manáma arabul: المنامة (Al Manāmah) | 1 316 500     | 760 km2 (293 sq mi)              |
| Banglades zászlaja                  |        | Banglades Bangladesi Népi Köztársaság                                | bengáliul: বাংলাদেশ (Bānglādesh) bengáliul: গণপ্রজাতন্ত্রী বাংলাদেশ (Gaṇaprajātantrī Bānglādesh) | Dakka bengáliul: ঢাকা (Ḍhākā) | 161 083 804   | 147 570 km2 (56 977 sq mi)       |
| Bhután zászlaja                     |        | Bhután Bhutáni Királyság                                             | dzongkhául: འབྲུག་ཡུལ་ (Druk Yul) dzongkhául: འབྲུག་རྒྱལ་ཁབ་ (Druk Gyalkhapb) | Timpu dzongkhául: ཐིམ་ཕུ (Thimphu) | 716 896       | 38 394 km2 (14 824 sq mi)        |
| Brunei zászlaja                     |        | Brunei Brunei Szultanátus Negara Brunei Darussalam (A Béke Lakhelye) | malájul: Brunei Darussalam malájul: Negara Brunei Darussalam | malájul: Bandar Seri Begawan | 408 786       | 5765 km2 (2226 sq mi)            |
| Ciprus zászlaja                     |        | Ciprus Ciprusi Köztársaság                                           | görögül: Κύπρος (Kýpros) törökül: Kıbrıs görögül: Κυπριακή Δημοκρατία (Kypriakí Dimokratía) törökül: Kıbrıs Cumhuriyeti | Nicosia görögül: Λευκωσία (Lefkosia) törökül: Lefkoşa                                                                                            | 1 138 071     | 9251 km2 (3572 sq mi)            |
| Dél-Korea zászlaja                  |        | Dél-Korea Koreai Köztársaság                                         | koreaiul: 한국 (Hanguk) koreaiul: 대한민국 (Tehan Minguk (Daehan Minguk) | Szöul koreaiul: 서울 (Szoul (Seoul) | 51 446 201    | 99 720 km2 (38 502 sq mi)        |
| Az Egyesült Arab Emírségek zászlaja |        | Egyesült Arab Emírségek                                              | arabul: اﻹﻣﺎرات (Al Imārāt) arabul: دولة الإمارات العربية المتحدة (Al Imārāt al ‘Arabīyah al Muttaḩidah) | Abu-Dzabi arabul: أبوظبي (Abu Dhabi) | 9 577 000     | 83 600 km2 (32 278 sq mi)        |
| Egyiptom zászlaja                   |        | Egyiptom Egyiptomi Arab Köztársaság                                  | arabul: مصر (Miṣr) arabul: جمهورية مصر العربية (Jumhūrīyat Miṣr al-ʿArabiyya) | Kairó arabul: القاهرة (al-Qāhirah) | 90 850 000    | 1 001 449 km2 (386 662 sq mi)    |
| Észak-Korea zászlaja                |        | Észak-Korea Koreai Népi Demokratikus Köztársaság                     | koreaiul: 조선 (Csoszon (Chosŏn) koreaiul: 조선민주주의인민공화국 (Csoszon Mindzsudzsui Inmin Konghvaguk (Chosŏn-minjujuŭi-inmin-konghwaguk) | Phenjan koreaiul: 평양 (Phjongjang (Phyŏngyang)                                                                                                  | 24 589 122    | 120 538 km2 (46 540 sq mi)       |
| A Fülöp-szigetek zászlaja           |        | Fülöp-szigetek Fülöp-szigeteki Köztársaság                           | angolul: Philippines tagalogul: Pilipinas angolul: Republic of the Philippines tagalogul: Republika ng Pilipinas | Manila angolul: Manila tagalogul: Maynila | 100 981 437   | 343 448 km2 (132 606 sq mi)      |
| Grúzia zászlaja                     |        | Grúzia                                                               | grúzul: საქართველო (Szakartvelo) | Tbiliszi grúzul: თბილისი | 4 570 934     | 69 700 km2 (26 911 sq mi)        |
| India zászlaja                      |        | India Indiai Köztársaság                                             | angolul: India hindiül: भारत (Bhārat) angolul: Republic of India hindiül: भारत गणराज्य (Bhāratīya Gaṇarājya) | Újdelhi angolul: New Delhi hindiül: नई दिल्ली (Naī Dillī)                                                                                           | 1 205 073 612 | 3 287 263 km2 (1 269 219 sq mi)  |
| Indonézia zászlaja                  |        | Indonézia Indonéz Köztársaság                                        | indonézül: Indonesia indonézül: Republik Indonesia | indonézül: Jakarta | 248 645 008   | 1 904 569 km2 (735 358 sq mi)    |
| Irak zászlaja                       |        | Irak Iraki Köztársaság                                               | arabul: العراق (Al ‘Irāq) arabul: جمهورية العراق (Jumhūrīyat al ‘Irāq) | Bagdad arabul: بغداد (Baghdād) | 36 004 552    | 438 317 km2 (169 235 sq mi)      |
| Irán zászlaja                       |        | Irán Iráni Iszlám Köztársaság                                        | perzsául: ایران (Īrān) perzsául: جمهوری اسلامی ایران (Jomhūrī-ye Eslāmī-ye Īrān) | Teherán perzsául: تهران (Tehrān) | 78 868 711    | 1 648 195 km2 (636 372 sq mi)    |
| Izrael zászlaja                     |        | Izrael Izrael Állam                                                  | héberül: יִשְרָאֵל (Yisra'el) arabul: إسرائيل (Isrā'īl) héberül: מְדִינַת יִשְׂרָאֵל (Medinat Yisra'el) arabul: دَوْلَة إِسْرَائِيل (Dawlat Isrā'īl) | Jeruzsálem (de facto) héberül: ירושלים (Yerushalayim)                                                                                            | 7 590 758     | 20 770 km2 (8019 sq mi)          |
| Japán zászlaja                      |        | Japán                                                                | japánul: 日本 (Nihon / Nippon) japánul: 日本国 (Nihon-koku / Nippon-koku) | Tokió japánul: 東京 (Tókjó) | 127 368 088   | 377 915 km2 (145 914 sq mi)      |
| Jemen zászlaja                      |        | Jemen Jemeni Köztársaság                                             | arabul: اليمن (Al Yaman) arabul: الجمهورية اليمنية (Al Jumhūrīyah al Yamanīyah) | Szanaa arabul: صنعاء (Şan‘ā’) | 25 956 000    | 527 968 km2 (203 850 sq mi)      |
| Jordánia zászlaja                   |        | Jordánia Jordán Hásimita Királyság                                   | arabul: اﻷرُدن (Al Urdun) arabul: المملكة الأردنية الهاشميه (Al Mamlakah al Urdunīyah al Hāshimīyah) | Ammán arabul: عمان (Ammān) | 6 508 887     | 89 342 km2 (34 495 sq mi)        |
| Kambodzsa zászlaja                  |        | Kambodzsa Kambodzsai Királyság                                       | khmerül: កម្ពុជា (Kâmpŭchéa) khmerül: ព្រះរាជាណាចក្រកម្ពុជា (Preăhréachéanachâkr Kâmpŭchéa) | Phnompen khmerül: ភ្នំពេញ (Phnum Pénh) | 14 952 665    | 181 035 km2 (69 898 sq mi)       |
| Katar zászlaja                      |        | Katar Katari Állam                                                   | arabul: قطر (Qatar) arabul: دولة قطر (Dawlat Qatar) | Doha arabul: الدوحة (Ad Dawḩah) | 2 334 029     | 11 586 km2 (4473 sq mi)          |
| Kazahsztán zászlaja                 |        | Kazahsztán Kazah Köztársaság                                         | kazakul: Қазақстан (Qazaqstan) oroszul: Казахстан (Kazahsztan) kazakul: Қазақстан Республикасы (Qazaqstan Respūblīkasy) oroszul: Республика Казахстан (Reszpublika Kazahsztan) | Asztana kazakul: Астана oroszul: Астана (Asztana)                                                                                                | 17 522 010    | 2 724 900 km2 (1 052 090 sq mi)  |
| Kelet-Timor zászlaja                |        | Kelet-Timor Kelet-timori Demokratikus Köztársaság                    | portugálul: Timor-Leste tetumul: Timor Lorosa'e portugálul: República Democrática de Timor-Leste tetumul: Repúblika Demokrátika Timor Lorosa'e | Dili | 1 143 667     | 14 874 km2 (5743 sq mi)          |
| Kína zászlaja                       |        | Kína Kínai Népköztársaság                                            | egyszerűsített kínai írással: 中国 (Csungkuo (Zhōngguó) egyszerűsített kínai írással: 中华人民共和国 (Csunghua Zsenmin Kunghokuo (Zhōnghuá Rénmín Gònghéguó) | Peking egyszerűsített kínai írással: 北京 (Pejcsing (Běijīng)                                                                                    | 1 343 239 923 | 9 596 961 km2 (3 705 407 sq mi)  |
| Kirgizisztán zászlaja               |        | Kirgizisztán Kirgiz Köztársaság                                      | kirgizül: Кыргызстан (Kyrgyzstan oroszul: Кыргызстан (Kirgizsztan) kirgizül: Кыргыз Республикасы (Kyrgyz Respublikasy) oroszul: Кыргызская Республика (Kirgizszkaja Reszpublika) | Biskek kirgizül: Бишкек (Bishkek) oroszul: Бишкек (Biskek)                                                                                       | 5 496 737     | 199 951 km2 (77 202 sq mi)       |
| Kuvait zászlaja                     |        | Kuvait Kuvaiti Állam                                                 | arabul: اﻟﻜﻮﻳت (Al Kuwayt) arabul: دولة الكويت ( Dawlat al Kuwayt) | Kuvaitváros arabul: الكويت (Al Kuwayt) | 3 268 ,431    | 17 818 km2 (6880 sq mi)          |
| Laosz zászlaja                      |        | Laosz Laoszi Népi Demokratikus Köztársaság                           | laóul: ປະເທດລາວ (PathetLao) laóul: ສາທາລະນະລັດ ປະຊາທິປະໄຕ ປະຊາຊົນລາວ (Sathalanalat Paxathipatai Paxaxôn Lao) | Vientián laóul: ວຽງຈັນ (Viangchan) | 6 586 266     | 236 800 km2 (91 429 sq mi)       |
| Libanon zászlaja                    |        | Libanon Libanoni Köztársaság                                         | arabul: لبنان (Lubnān) arabul: الجمهورية اللبنانية (Al Jumhūrīyah al Lubnānīyah) | Bejrút arabul: بيروت (Bayrūt) | 4 140 289     | 10 400 km2 (4015 sq mi)          |
| Malajzia zászlaja                   |        | Malajzia                                                             | malájul: Malaysia | malájul: Kuala Lumpur | 30 527 000    | 329 847 km2 (127 355 sq mi)      |
| A Maldív-szigetek zászlaja          |        | Maldív-szigetek Maldív Köztársaság                                   | maldívul: ދިވެހިރާއްޖެ (Dhivehi Raajje) maldívul: ދިވެހިރާއްޖޭގެ ޖުމްހޫރިއްޔާ (Dhivehi Raajjeyge Jumhooriyyaa) | Malé / Male' maldívul: މާލެ (Maale) | 394 451       | 298 km2 (115 sq mi)              |
| Mianmar zászlaja                    |        | Mianmar Mianmari Államszövetség Köztársasága                         | burmaiul: မြန်မာ (Myanma) burmaiul: ပြည်ထောင်စု သမ္မတ မြန်မာနိုင်ငံတော်‌ (Pyidaungzu Myanma Naingngandaw) | Nepjida burmaiul: နေပြည်တော် (Nay Pyi Taw) | 54 584 650    | 676 578 km2 (261 228 sq mi)      |
| Mongólia zászlaja                   |        | Mongólia                                                             | mongolul: Монгол / Монгол улс (Mongol / Mongol uls) | Ulánbátor mongolul: Улаанбаатар (Ulaanbaatar) | 3 179 997     | 1 564 116 km2 (603 909 sq mi)    |
| Nepál zászlaja                      |        | Nepál Nepáli Szövetségi Demokratikus Köztársaság                     | nepáliul: नेपाल (Nepāl) nepáliul: संघीय लोकतान्त्रिक गणतन्त्र नेपाल (Saṁghīya Loktāntrik Ganạ tantra Nepāl) | Katmandu nepáliul: काठमाडौं (Kāṭhmāḍauṁ) | 29 890 686    | 147 181 km2 (56 827 sq mi)       |
| Omán zászlaja                       |        | Omán Ománi Szultánság                                                | arabul: عُمان (‘Umān) arabul: سلطنة عُمان (Salţanat ‘Umān) | Maszkat arabul: مسقط (Masqaţ) | 3 090 150     | 309 500 km2 (119 499 sq mi)      |
| Oroszország zászlaja                |        | Oroszország Oroszországi Föderáció                                   | oroszul: Росси́я (Rosszija) oroszul: Российская Федерация (Rosszijszkaja Federacija) | Moszkva oroszul: Москва | 142 517 670   | 17 098 242 km2 (6 601 668 sq mi) |
| Örményország zászlaja               |        | Örményország Örmény Köztársaság                                      | örményül: Հայաստան (Hayastan) örményül: Հայաստանի Հանրապետությու (Hayastani Hanrapetut'yun) | Jereván örményül: Երևան | 2 970 495     | 29 743 km2 (11 484 sq mi)        |
| Pakisztán zászlaja                  |        | Pakisztán Pakisztáni Iszlám Köztársaság                              | angolul: Pakistan urduul: پَاکِسْتَان (Pākistān) angolul: Islamic Republic of Pakistan urduul: اسلامی جمہوریہ پاکستان (Islāmī Jamhuriyah-e-Pākistān) | Iszlámábád angolul: Islamabad urduul: اسلام آباد (Islāmābād)                                                                                     | 210 443 000   | 796 095 km2 (307 374 sq mi)      |
| Srí Lanka zászlaja                  |        | Srí Lanka Srí Lanka-i Demokratikus Szocialista Köztársaság           | szingalézül: ශ්‍රී ලංකාව (Shrī Laṁkā) tamilul: இலங்கை (Ilaṅkai) szingalézül: ශ්‍රී ලංකා ප්‍රජාතාන්ත්‍රික සමාජවාදී ජනරජය (Shrī Laṁkā Prajātāntrika Samājavādī Janarajaya) tamilul: இலங்கை ஜனநாயக சமத்துவ குடியரசு (Ilaṅkai Jaṉanāyaka Choṣhalichak Kuṭiyarachu) | Szrí Dzsajavardhanapura Kótté szingalézül: ශ්‍රී ජයවර්ධනපුර කෝට්ටේ (Shrī Jayavardhanapura Koṭṭe) tamilul: ஶ்ரீ ஜெயவர்த்தனபுர கோட்டை (Shrī Jĕyavarttaṉapura Koṭṭai) | 21 481 334    | 65 610 km2 (25 332 sq mi)        |
| Szaúd-Arábia zászlaja               |        | Szaúd-Arábia Szaúd-Arábiai Királyság                                 | arabul: السعودية (As Su‘ūdīya) arabul: المملكة العربية السعودية (Al Mamlakah al ‘Arabīyah as Su‘ūdīyah) | Rijád arabul: الرياض (Ar Riyāḑ) | 31 521 418    | 2 149 690 km2 (830 000 sq mi)    |
| Szingapúr zászlaja                  |        | Szingapúr Szingapúri Köztársaság                                     | egyszerűsített kínai írással: 新加坡 (Hszincsiapo (Xīnjiāpō) angolul: Singapore malájul: Singapura tamilul: சிங்கப்பூர் (Chiṅkappūr) egyszerűsített kínai írással: 新加坡共和国 (Hszincsiapo Kunghokuo (Xīnjiāpō Gònghéguó) angolul: Republic of Singapore malájul: Republik Singapura tamilul: சிங்கப்பூர் குடியரசு (Chiṅkappūr Kuṭiyarachu) | Szingapúr egyszerűsített kínai írással: 新加坡 (Hszincsiapo (Xīnjiāpō) angolul: Singapore malájul: Singapura tamilul: சிங்கப்பூர் (Chiṅkappūr)        | 5 353 494     | 697 km2 (269 sq mi)              |
| Szíria zászlaja                     |        | Szíria Szíriai Arab Köztársaság                                      | arabul: سورية / سوريا (Sūrīyah / Sūriyā) arabul: الجمهورية العربية السورية (Al Jumhūrīyah al ‘Arabīyah as Sūrīyah) | Damaszkusz arabul: دمشق (Dimashq) | 22 530 746    | 185 180 km2 (71 498 sq mi)       |
| Tádzsikisztán zászlaja              |        | Tádzsikisztán Tádzsik Köztársaság                                    | tádzsikul: Тоҷикистон (Todzsikiszton) tádzsikul: Ҷумҳурии Тоҷикистон (Dzsumhurii Todzsikiszton) | Dusanbe tádzsikul: Душанбе | 7 768 385     | 143 100 km2 (55 251 sq mi)       |
| Thaiföld zászlaja                   |        | Thaiföld Thaiföldi Királyság                                         | thaiul: ประเทศไทย (Prathet Thai) thaiul: ราชอาณาจักรไทย (Ratcha Anachak Thai) | Bangkok thaiul: กรุงเทพฯ (Krung Thep) | 67 091 089    | 513 120 km2 (198 117 sq mi)      |
| Törökország zászlaja                |        | Törökország Török köztársaság                                        | törökül: Türkiye törökül: Türkiye Cumhuriyeti | Ankara | 79 749 461    | 783 562 km2 (302 535 sq mi)      |
| Türkmenisztán                       |        | Türkmenisztán                                                        | türkménül: Türkmenistan | türkménül: Aşgabat | 5 054 828     | 488 100 km2 (188 456 sq mi)      |
| Üzbegisztán zászlaja                |        | Üzbegisztán Üzbég Köztársaság                                        | üzbégül: O‘zbekiston üzbégül: O‘zbekiston Respublikasi | Taskent üzbégül: Toshkent | 30 492 800    | 447 400 km2 (172 742 sq mi)      |
| Vietnám zászlaja                    |        | Vietnám Vietnámi Szocialista Köztársaság                             | vietnámiul: Việt Nam vietnámiul: Cộng Hòa Xã Hội Chủ Nghĩa Việt Nam | Hanoi vietnámiul: Hà Nội | 91 519 289    | 332 698 km2 (128 455 sq mi)      |

### ENSZ-en kívüli országok
A listában szereplő országok valamilyen mértékben elismertek, de nem tagjai az ENSZ-nek. Az államelismerés deklaratív elmélete alapján definiáljuk őket államként.
| Zászló                       | Térkép | Elnevezés (rövid és teljes)                  | Státus | Helyi elnevezés | Főváros                                                | Népesség   | Terület                   |
| ---------------------------- | ------ | -------------------------------------------- | --- | --- | ------------------------------------------------------ | ---------- | ------------------------- |
| Abházia zászlaja             |        | Abházia Abház Köztársaság                    | de facto köztársaság, függetlenségét csak négy ENSZ-tagállam ismeri el, a többi ország Grúzia részének tekinti.   | abházul: Аҧсны (Apsznü) abházul: Аҧсны Аҳәынҭқарра (Aphsny Axwynthkharra) | Szuhumi abházul: Аҟəа (Akwa)                           | 250 000    | 8660 km2 (3344 sq mi)     |
| Dél-Oszétia zászlaja         |        | Dél-Oszétia Dél-Oszét Köztársaság            | Grúziától szakadt el, négy ENSZ-tagállam ismeri el a függetlenségét, köztük Oroszország.                          | oszétül: Хуссар Ирыстон (Khussar Iryston) oroszul: Южная Осетия (Juzsnaja Oszetyija) oszétül: Республикæ Хуссар Ирыстон (Respublikæ Khussar Iryston) oroszul: Республика Южная Осетия (Reszpublika Juzsnaja Oszetyija) | Chinvali oszétül: Цхинвал / Чъреба (Chinval / Csreba)) | 70 000     | 3900 km2 (1506 sq mi)     |
| Észak-Ciprus zászlaja        |        | Észak-Ciprus Észak-ciprusi Török Köztársaság | Ciprus részének tekintett terület, csak Törökország ismeri el.                                                    | törökül: Kuzey Kıbrıs Kuzey Kıbrıs Türk Cumhuriyeti | törökül: Lefkoşa                                       | 285 356    | 3355 km2 (1295 sq mi)     |
| Hegyi-Karabah zászlaja       |        | Hegyi-Karabah Köztársaság Arcah Köztársaság  | Államiságát csak három másik korlátozottan elismert állam ismeri el, hivatalosan Azerbajdzsán részének minősül.   | örményül: Լեռնային Ղարաբաղի Հանրապետություն (Lernayin Gharabaghi Hanrapetut’yun) | Sztepanakert örményül: Ստեփանակերտ (Stepanakert)       | 141 400    | 7000 km2 (2703 sq mi)     |
| Palesztina zászlaja          |        | Palesztina                                   | 136 ENSZ-tagállam ismeri el.                                                                                      | arabul: فلسطين — دولة فلسـطين (Filastīn — Dawlat Filasṭīn) | Rámalláh (de facto) Jeruzsálem (követelt)              | 4 225 710  | 6220 km2 (2402 sq mi)     |
| A Kínai Köztársaság zászlaja |        | Tajvan Kínai Köztársaság                     | 19 ENSZ-tagállam és az Apostoli Szentszék ismeri el. A legtöbb ország nem hivatalos kapcsolatokat tart fenn vele. | Hagyományos kínai: 臺灣/台灣 (Tajvan (Táiwān) 中華民國 (Csunghua Minkuo (Zhōnghuá Mínguó) | Tajpej Hagyományos kínai: 臺北/台北 (Tajpej (Táiběi)   | 23 071 779 | 35 980 km2 (13 892 sq mi) |

## Függő területek
| Zászló                                | Térkép | Elnevezés (rövid és teljes)                                          | Státus                    | Helyi elnevezés                                                              | Főváros                                | Népesség | Terület                   |
| ------------------------------------- | ------ | -------------------------------------------------------------------- | ------------------------- | ---------------------------------------------------------------------------- | -------------------------------------- | -------- | ------------------------- |
| Az Egyesült Királyság zászlaja        |        | Akrotíri és Dekélia Akrotíri és Dekélia Szuverén Támaszponti Terület | Brit tengerentúli terület | angolul: Akrotiri and Dhekelia Sovereign Base Areas of Akrotiri and Dhekelia | Episzkopi angolul: Episkopi Cantonment | 15 700   | 254 km2 (98 sq mi)        |
| A Brit Indiai-óceáni Terület zászlaja |        | Brit Indiai-óceáni Terület                                           | Brit tengerentúli terület | angolul: British Indian Ocean Territory                                      | —                                      | 4000     | 54 400 km2 (21 004 sq mi) |
| A Karácsony-sziget zászlaja           |        | Karácsony-sziget Karácsony-sziget Terület                            | Ausztrália területe       | angolul: Christmas Island Territory of Christmas Island                      | Flying Fish Cove / The Settlement      | 1843     | 135 km2 (52 sq mi)        |
| A Kókusz (Keeling)-szigetek zászlaja  |        | Kókusz (Keeling)-szigetek Kókusz (Keeling)-szigetek Terület          | Ausztrália területe       | angolul: Cocos (Keeling) Islands Territory of the Cocos (Keeling) Islands    | West Island / Bantam                   | 544      | 14 km2 (5 sq mi)          |

## Különleges közigazgatási területek
| Zászló            | Térkép | Elnevezés (rövid és teljes)                                                 | Státus                           | Helyi elnevezés | Főváros       | Népesség  | Terület               |
| ----------------- | ------ | --------------------------------------------------------------------------- | -------------------------------- | --- | ------------- | --------- | --------------------- |
| Hongkong zászlaja |        | Hongkong Hongkong, a Kínai Népköztársaság különleges közigazgatási területe | Különleges közigazgatási terület | egyszerűsített kínai írással: 香港 (Hsziangkang (Xiānggǎng) angolul: Hong Kong egyszerűsített kínai írással: 中華人民共和國香港特別行政區 (Csunghua zsenmin kunghokuo Hsziangkang töpie hszingcsengcsü (Zhōnghuá Rénmín Gònghéguó Xiānggǎng Tèbié Xíngzhèngqū) angolul: Hong Kong Special Administrative Region of the People's Republic of China | Hongkong      | 7 122 508 | 1104 km2 (426 sq mi)  |
| Flag of Macau     |        | Makaó Makaó, a Kínai Népköztársaság különleges közigazgatási területe       | Különleges közigazgatási terület | egyszerűsített kínai írással: 澳門 Aomen (Àomén) portugálul: Macau egyszerűsített kínai írással: 中華人民共和國澳門特別行政區 (Csunghua zsenmin kunghokuo Aomen töpie hszingcsengcsü (Zhōnghuá Rénmín Gònghéguó Àomén Tèbié Xíngzhèngqū) portugálul: Região Administrativa Especial de Macau da República Popular da China                        | Makaó / Macao | 573 003   | 28,2 km2 (10,9 sq mi) |